# Siobhan Flynn
Pour les articles homonymes, voir Siobhán et Flynn.
Siobhan Flynn, née au Pays de Galles, est une actrice britannique.

## Filmographie
- 1996 The Girl (téléfilm) : Hannah Boyle
- 1996 Karaoke (en) (mini-série) : Wine Bar Secretary
- 1996 Les Contes de la crypte (série télévisée) : Arianne
- 1996 Casualty (série télévisée) : Eleanor
- 1996-1997 The Sherman Plays (série télévisée) : Selina / Celina
- 1999 10x10 (série télévisée) : Donna
- 1999 Jack of Hearts (série télévisée) : Lisa
- 2000 Belonging (en) (série télévisée) : Amy
- 2000 Dirty Work (série télévisée) : Annabelle
- 2000 Pay and Display (série télévisée) : Sister Mary
- 2001 Hellsing (série télévisée) : Hellsing Intelligence Operative, Laura (voix)
- 2001 Charmed (série télévisée) : Melody, the Halliwell's Muse
- 2002 Feardotcom : Thana Brinkman
- 2003 Licensed by Royalty (série télévisée) : Claire Penny-Lane
- 2003 Hearts of Gold (téléfilm) : Laura Ronconi
- 2003-2004 R.O.D the TV (série télévisée) : Wendy Earhart
- 2005 The Island : Lima One Alpha
- 2007 Sex and Death 101 : Esther Fenchel
- 2008 Miracle of Phil (court métrage) : Stacy
- 2008 The Last Remnant (jeu vidéo) : Emma 'Emmy' Honeywell the Second (voix)
- 2009 Tales of the Black Freighter (court métrage) : Sea Captain's Daughter (voix)
- 2009 The One Last Time (court métrage) : détective Maloney
- 2009 Yoga Wii (jeu vidéo) : Yoga Instructor
- 2010 The Letter (court métrage) : Linda McManus
- 2011 Marvel vs. Capcom 3: Fate of Two Worlds (jeu vidéo) : Morrigan (voix)
- 2011 Rift : doctoresse Catherine Scott
- 2011 Angela Wright (court métrage) : madame Carlson
- 2012 Kingdoms of Amalur: Reckoning (jeu vidéo) : Taibreath / Tirnoch (voix)
- 2012 Hellsing Ultimate (série télévisée) : Yumiko Takagi (voix)
- 2012 If (court métrage)
- 2015 A New York Love Story : Stella
- 2014-2015 Instant Mom (série télévisée) : Teary Eyed Woman / Female Bidder
- 2016 Rivers of Milk and Honey : Jane